# حالت مفعولی
حالت مفعولی یا حالت رایی در زبان‌شناسی، حالتِ دستوریِ مفعولِ صریحِ فعل متعدی است. این حالت در زبان فارسی با کمک نقش‌نمای را نشانه‌گذاری می‌شود.
حالت مفعولی در زبان نیا-هندواروپایی وجود داشته است و امروزه در برخی زبان‌های هندواروپایی (مانند لاتین، سانسکریت، یونانی، آلمانی، لهستانی، رومانیایی، روسی، و اوکراینی)، در زبان‌های آلتایی، و در زبان‌های سامی (آفریقایی–آسیایی) (مانند زبان عبری و عربی کلاسیک) وجود دارد.

## نمونه‌ها

### زبان ترکی آذربایجانی
در زبان ترکی آذربایجانی، به‌جای استفاده از حرف اضافه «را» در فارسی، پسوندهایی به آن چسبیده می‌شوند. این پسوندها باید مطابق با قانون هماهنگی واکه‌ها و در هماهنگی با آخرین واکهٔ واژه‌ای که به آن می‌چسبند باشند. قوانین و توصیه‌های رسم‌الخطی در نوشتار پسوندها در این بخش توضیح داده شده است.
| حالت   | پسوند | حالات ممکن                  | کتاب «کتاب» | ائو «خانه» | دوْست «دوست» | گؤز «چشم» | آتا «پدر» | پنجره «پنجره» | بوْرجلو «بدهکار» | کؤنوللو «داوطلب» |
| ------ | ----- | --------------------------- | ----------- | ---------- | ----------- | --------- | --------- | ------------- | --------------- | ---------------- |
| اسمی   | —     | —                           | کتاب        | ائو        | دوست        | گؤز       | آتا       | پنجره         | بوْرجلو          | کؤنوللو          |
| مفعولی | -NI   | -ی/-نی، یٛ/-نیٛ -وُ/-نوُ، وٚ/-نوٚ | کتابی       | ائوی       | دوْستو       | گؤزو      | آتانی     | پنجره‌نی       | بوْرجلونو        | کؤنوللونو        |

| حالت   | پسوند | حالات ممکن                 | kitab «کتاب» | ev «خانه» | dost «دوست» | göz «چشم» | ata «پدر» | pəncərə «پنجره» | borclu «بدهکار» | könüllü «داوطلب» |
| ------ | ----- | -------------------------- | ------------ | --------- | ----------- | --------- | --------- | --------------- | --------------- | ---------------- |
| اسمی   | —     | —                          | kitab        | ev        | dost        | göz       | ata       | pəncərə         | borclu          | könüllü          |
| مفعولی | -NI   | -(n)ı, -(n)i, -(n)u, -(n)ü | kitabı       | evi       | dostu       | gözü      | atanı     | pəncərəni       | borclun         | könüllünü        |

### زبان آلمانی
در زبان آلمانی به حالت مفعولی، آکوزاتیو گفته می‌شود و از آن برای نشانه‌گذاریِ مفعول‌های صریح و مفعول‌های برخی حروف اضافه یا قیود استفاده می‌شود و آن هم فقط برای حرف تعریف، ضمایر، و صفت‌های مذکر.

#### حروف تعریف
تمام حروف تعریف مذکر در حالت مفعولی تغییر می‌کنند و در آخرشان en پدیدار می‌شود. حروف تعریف مؤنث و خنثی تغییری نمی‌کنند.
|                  | مذکر  | مؤنث | خنثی | جمع |
| ---------------- | ----- | ---- | ---- | --- |
| حرف تعریف معین   | den   | die  | das  | die |
| حرف تعریف نامعین | einen | eine | ein  |     |

به عنوان نمونه واژهٔ آلمانی Hund (به معنای سگ) که واژه‌ای مذکر است، چنانچه در حالت مفعولی استفاده شود، حرف تعریف آن تغییر می‌کند:
Ich habe einen Hund.

#### حروف اضافه
در زبان آلمانی، حالت مفعولی پس از برخی حروف اضافه هم استفاده می‌شود. حروف اضافه‌ای که ۱۰۰٪ پس از آن‌ها حالت مفعولی روی می‌دهد عبارتند از:
bis , durch, entlang, für, gegen, ohne, um
برخی از حروف اضافه هم ممکن است موجب روی دادن حالت مفعولی یا حالت برایی شوند. که عبارتند از:
an, auf, hinter, in, neben, über, unter, vor, zwischen
چنانچه تأکید بر عمل یا جابه‌جایی (به سمتِ جایی) باشد پس از حروف اضافهٔ دستهٔ دوم، حالت مفعولی استفاده خواهد شد و چنانچه تأکید بر مکان باشد (داخل جایی یا روی جایی)، حالت برایی استفاده خواهد شد. این حروف اضافه ممکن است با فعل‌هایی هم استفاده شوند که در آن صورت فعل است که وضعیت مفعولی یا برایی را مشخص خواهد کرد.

#### صفت‌ها
تغییرها در پایان صفت‌ها در جدول زیر آمده است:
|                  | مذکر | مؤنث | خنثی | جمع |
| ---------------- | ---- | ---- | ---- | --- |
| حرف تعریف معین   | -en  | -e   | -e   | -en |
| حرف تعریف نامعین | -en  | -e   | -es  | -en |
| بدون حرف تعریف   | -en  | -e   | -es  | -e  |

#### قیدها
در زبان آلمانی، حالت مفعولی همراه با برخی قیدها نیز استفاده می‌شود. این قیدها، بیشتر قیدهای زمانی هستند. نمونه:
Diesen Abend bleibe ich daheim.

## یادداشت
1. ↑  Akkusative
2. ↑  من یک سگ دارم.
3. ↑  این بعدازظهر در خانه می‌مانم.